# Личадеевский заказник
Личаде́евский зака́зник — особо охраняемая территория регионального значения, расположенная на территории Ардатовского района Нижегородской области.

## Географическое положение
Личадеевский заказник имеет площадь 6100 гектаров. Он расположен на левом берегу реки Тёши в 24 км к северу от районного центра рабочего посёлка Ардатов, в 2 км к юго-востоку от рабочего посёлка Мухтолово, в 3 км к юго-западу от посёлка Балахониха, в 3 км к северу от села Личадеево и в 2 км к северо-востоку от села Саконы.

## История
Инициаторами создания Личадеевского заказника стали местные охотники. Он был образован решением Нижегородского областного Совета народных депутатов от от 18 апреля 1996 года № 522-р. Положение о заказнике было утверждено тем же решением. Позднее в Положение вносились изменения: распоряжением Администрации Нижегородской области от 9 августа 1996 года № 1087-р и распоряжением Правительства Нижегородской области от 14 апреля 2003 года № 202-р.

## Назначение
Личадеевский заказник имеет средообразующее, научное (ландшафтоведческое, зоологическое, ботаническое), водоохранное, ресурсоохранное назначение. Он создан для охраны генофонда редких видов животных и растений и для охраны ценофонда типичных биоценозов.

## Охранный статус
На всей территории заказника запрещены рубки леса (за исключением санитарных), подсочка деревьев, применение ядохимикатов, распашка, строительство, добыча любых полезных ископаемых, геологоразведка, мелиоративные работы, водозабор и водозброс. В особо защитных участках запрещается дополнительно прокладывание любых новых коммуникаций, отвод земель под любые виды пользования, сбор лекарственных и декоративных растений, разведение костров, весенняя охота, выпас скота. Некоторое послабление делается только для зоны, примыкающей к проходящему через территорию заказника нефтепроводу «Горький — Рязань 2». Разрешается охота в осенне-зимний период, лов рыбы удочкой и спиннингом, научные исследования, сенокошение, сбор грибов и ягод.

## Природа
Северная часть заказника представляет собой череду сосновых боров, березняков и осинников с вкраплениями старых хвойно-широколиственных лесов, в которых некоторые деревья имеют возраст до 120—130 лет. Южнее идёт надпойменная терраса, образованная древними дюнами, поросшими сосновыми борами. В низинах имеются переходные и верховые сфагновые болота, а вдоль ручьёв иногда встречаются небольшие ельники. Южная часть заказник, входящая в пойму Тёши, занимают влажные луга и низинные болота с порослью чёрной ольхи.
Животный мир Мухтоловского заказника разнообразен и типичен для сосновых лесов и болот Западного Предволжья. Здесь обитают такие млекопитающие, как обыкновенная бурозубка, крот, рыжая и водяная полёвки, заяц, белка, ондатра, лисица, лось, кабан. Из птиц — зяблик, несколько видов синиц, дрозд-деряба, серая мухоловка, пеночка-теньковка, несколько видов дятлов, лесной конёк, обыкновенная овсянка, сорокопут-жулан, речные утки, рябчик, тетерев, глухарь, различные виды куликов, болотный лунь, пустельга.